# Henry Cárdenas
Pour les articles homonymes, voir Cárdenas.
Cárdenas  Orduz est un nom espagnol. Le premier nom de famille, en général paternel, est Cárdenas ; le second, en général maternel, souvent omis, est Orduz.
Henry Cárdenas Orduz, né à Sogamoso (département de Boyacá) le 30 octobre 1965, est un coureur cycliste colombien des années 1980 et 1990. 
Il fut surnommé Cebollita (le petit oignon) durant sa carrière cycliste car sa première équipe était sponsorisée par un magasin spécialisé dans cette plante potagère.
En 1985, encore amateur, il se révèle en remportant une étape de son Tour national. Il devient professionnel, l'année suivante, en étant engagé dans la grande équipe colombienne de l'époque, l'équipe Café de Colombia, celle de Herrera ou autres Parra.   
Au sortir d'une Vuelta, achevée à une remarquable 9e place, il se présente comme le leader de son équipe au Critérium du Dauphiné libéré 1987. Le dernier week-end de la course, il dispute la victoire finale à Charly Mottet, dans les étapes alpestres. Il remporte ainsi l'étape du samedi à Valfréjus et s'échappe le lendemain pour tenter de distancer Mottet, mais sans succès. Il se contentera de la 2e place. Cette victoire d'étape, assortie du podium au classement général final et de la 1re place du classement du meilleur grimpeur, reste son meilleur résultat sur le circuit européen. À la fin de l'année, il remportera, également, le classement du meilleur grimpeur du Tour de l'Avenir, qu'il finit 11e.
En 1992, il est enrôlé par les Carrera, pour devenir l'équipier de Claudio Chiappucci et l'aider dans les étapes de montagne, rôle qui était déjà le sien avec Herrera, jusqu'à la retraite de celui-ci. 
Après des débuts prometteurs, il ne réalisera pas totalement les espoirs placés en lui... Pourtant en 1995, à la fin de sa carrière, il réalise une excellente saison avec une victoire dans le GP Pony Malta et la 2e place dans le Clásico RCN.

## Équipes[5]
- Amateur :
  - 1985 :  Cafam
- Professionnelles :
  - 1986 :  Café de Colombia - Piles Varta
  - 1987 :  Piles Varta - Café de Colombia
  - 1988 :  Café de Colombia
  - 1989 :  Café de Colombia - Mavic
  - 1990 :  Café de Colombia
  - 1991 :  Ryalcao - Postobón Manzana
  - 1992 :  Postobón Manzana - Ryalcao puis  Carrera - Vagabond - Tassoni
  - 1993 :  Licence professionnelle en individuel
  - 1994 :  Gaseosas Glacial
  - 1995 :  Gaseosas Glacial
  - 1996 :  Selle Italia - Gaseosas Glacial - Magniflex
  - 1997 :  Gaseosas Glacial - Caprecom

## Palmarès
- Critérium du Dauphiné libéré[6]
  - 1 fois sur le podium (2e en 1987)
  - 1 victoire d'étape en 1987.
- Tour des Amériques
  - 1 victoire d'étape en 1988[7].
- Tour de Colombie
  - 1 victoire d'étape en 1985[2].
- Clásico RCN
  - 1 fois sur le podium (2e en 1995)[8].
  - 3 victoires d'étape en 1988[9], en 1995 et en 1996[10].
- GP Pony Malta
  - 1er au classement général en 1995[11].
  - 1 victoire d'étape en 1995[11].
- Triple Sanyo Contre-la-montre
  - 1er au classement général en 1991[12].
  - 1 victoire d'étape en 1991[12].

## Résultats sur lesgrands tours

### Tour de France
3 participations.
- 1988 : abandon lors de la 4e étape.
- 1989 : non partant au matin de la 5e étape.
- 1991 : 43e du classement général.

### Tour d'Espagne
5 participations.
- 1987 : 9e du classement général.
- 1988 : abandon lors de la 13e étape.
- 1990 : 32e du classement général.
- 1991 : 26e du classement général.
- 1992 : abandon lors de la 14e étape.

### Tour d'Italie
3 participations.
- 1989 : 44e du classement général.
- 1992 : 41e du classement général.
- 1996 : abandon lors de la 9e étape.

## Résultats sur les championnats

### Championnats du monde professionnels

#### Course en ligne
4 participations.
- 1987 : abandon.
- 1988 : abandon.
- 1994 : abandon.
- 1995 : abandon.